# Плосковский сельский совет (Кременецкий район)
Плосковский сельский совет (укр. Плосківська сільська рада) — входит в состав
Кременецкого района
Тернопольской области
Украины.
Административный центр сельского совета находится в 
с. Плоское.

## Населённые пункты совета
- с. Плоское
- с. Подлесное